# W. Stanford Reid
William Stanford Reid (* 13. September 1913 in Montreal, Provinz Quebec; † 28. Dezember 1996 in Guelph, Provinz Ontario) war ein kanadischer Historiker und reformierter Theologe, Professor an der McGill University und der University of Guelph sowie Geistlicher der Presbyterian Church in Canada.

## Leben

### Ausbildung
Stanford Reid absolvierte ein Bachelor- (1934) und ein Masterstudium (1935) an der McGill University. Anschließend ging er ans Westminster Theological Seminary, wo er ein grundständiges und 1938 ein aufbauendes Theologiestudium abschloss. Dem WTS blieb er für lange Zeit noch als Trustee (1944–1983) verbunden. Drei Jahre später promovierte er 1941 an der University of Pennsylvania mit einer Dissertation über The Growth of Anti-Papalism in Fifteenth Century Scotland.

### Werdegang
Im Jahr 1941 wurde er Lecturer an der McGill University. Ab 1944 wirkte er dann als Assistant Professor, seit 1951 als Associate Professor. 1963 wurde er ebendort Full Professor für Geschichte und lehrte als solcher noch die nächsten zwei Jahre an der Universität. Daneben nahm er mehrere universitäre Ämter wahr, so war er university marshall von 1950 bis 1965 und director of men's residences von 1951 bis 1965.
Von der Universität in Montreal ging er im Jahr 1965 an die University of Guelph in der gleichnamigen Stadt. Der Professor für Geschichte lehrte hier bis zu seiner Emeritierung 1979, womit er den Titel und Status eines Professor Emeritus erhielt. Darüber hinaus amtierte Reid von 1965 bis 1970 als Vorsitzender des Departments.
Neben seiner Haupttätigkeit lehrte er an verschiedenen weiteren Universitäten und Seminaren: er war Visiting lecturer an der Oxford University (1959), der University of the West Indies (1962) und an der Presbyterian Theological Hall (heute Queensland Theological College, 1982-–1984).
Er war Mitglied der Presbyterian Church in Canada und wirkte in Montreal von 1941 an zehn Jahre lang als Pastor.

### Privates
William Stanford Reid wurde 1913 als Sohn des presbyterianischen Geistlichen William Dunn und Daisy (Stanford) Reid geboren. Am 24. August des Jahres 1940 heiratete er Priscilla Lee. Seine Frau besaß einen Masterabschluss der McGill University. Während Reid dort am Department für Geschichte beschäftigt war, arbeitete sie an der Universität als Bibliothekarin. Er starb am 28. September 1996 an Krebs. Nur ein halbes Jahr später, am 2. Juni 1997, entschlief auch seine Ehefrau.

## Ehrungen
- 1975 Ehrendoktorwürde (L.H.D.) des Wheaton College
- 1979 Ehrendoktorwürde (D.D.) des Presbyterian College

## Veröffentlichungen (Auswahl)
Monographien
- The Church of Scotland in Lower Canada. Its Struggle for Establishment. Presbyterian Publications, Toronto 1936.
- Economic History of Great Britain. Ronald Press Company, New York 1954.
- Skipper from Leith. The History of Robert Barton of Over Barnton. University of Pennsylvania Press, Philadelphia 1962, ISBN 1512813532.
- Christianity and scholarship. Craig Press, Nutley, N.J 1966.
- The Reformation: Revival Or Revolution?. Rinehart and Winston, Holt 1968, ISBN 0030714753.
- Trumpeter of God. A biography of John Knox. Scribner, New York 1974, ISBN 0684137828.

Herausgeberschaften
- CALLED TO WITNESS. Profiles of Canadian Presbyterians. Band 1, Presbyterian Publications, Toronto 1975. (zweiteilig)
- The Scottish tradition in Canada. McClelland and Stewart, Toronto 1976, ISBN 0771074441.
- CALLED TO WITNESS. Profiles of Canadian Presbyterians. Band 2, Porcupine Quill Press, Erin 1980.
- John Calvin, his influence in the Western world. Festschrift für Paul Woolley, Zondervan Pub. House, Grand Rapids, Mich. 1982, ISBN 0310447216.